# Emanuel Mammana
Emanuel Hernán Mammana (Merlo, 10 de fevereiro de 1996) é um futebolista argentino que atua como defensor. Atualmente joga pelo Vélez Sarsfield.

## Carreira

### River Plate
Emanuel Mammana começou a carreira no River Plate, em 2014.
Mammana integrou o River Plate na campanha vitoriosa da Libertadores da América de 2015.

### Lyon
Em, 2016, desembarca no clube francês.

## Títulos
River Plate
- Campeonato Argentino: 2013-14, 2023
- Copa Sul-Americana: 2014
- Recopa Sul-Americana: 2015
- Taça Libertadores da América: 2015
- Copa Suruga Bank: 2015

Zenit
- Campeonato Russo: 2018–19, 2019-20
- Copa da Rússia: 2019-20

Vélez Sarsfield
- Campeonato Argentino: 2024

Seleção Argentina
- Copa Sul-americana Sub 20: 2015